# Iván Ares Roel
Iván Ares Roel   (Cambre, 5 de març de 1985) és un pilot de ral·li gallec. Guanyador del Campionat d'Espanya de Ral·lis d'Asfalt (CERA) 2017 i del Campionat d'Espanya de Ral·lis de Terra (CERT) 2021.

## Trajectòria
Ares inicia la seva trajectòria als ral·lis a partir de l'any 2006 al Campionat Gallec de Ral·lis, certamen que guanyarà per primera vegada l'any 2011, repetint troimf al 2014.
L'any 2015 dona el salt al Campionat d'Espanya de Ral·lis d'Asfalt amb un Porsche 997 GT3 RS 3.6, quedant subcampió del certamen per darrere de Miguel Fuster. El títol nacional l'acabaria conquistant l'any 2017 amb un Hyundai i20 R5 del equip Yacar Racing.
A partir del 2018 s'incorpora a l'equip Hyundai Motor España, aconseguint el subcampionat del CERA de les temporades 2018 i 2019, així com la tercara posició del de 2020.
L'any 2021 guanya el Campionat d'Espanya de Ral·lis de Terra amb un Hyundai i20 R5.